# Deutsche Diabetes-Hilfe – Menschen mit Diabetes
Deutsche Diabetes-Hilfe – Menschen mit Diabetes (DDH-M) war eine Selbsthilfeorganisationen für Menschen mit Diabetes. Ziel des Vereins war es, die Selbsthilfe zu stärken, die Lebensqualität und die Versorgungsqualität zu verbessern. Der Verein hatte die Rechtsform eines eingetragenen Vereins (e. V.) und war als gemeinnützig im Sinne der Abgabenordnung anerkannt. Indikationsübergreifend war die DDH-M Mitglied in der BAG Selbsthilfe und dem Deutschen Paritätischen Wohlfahrtsverband. 
Nach Auflösung des Bundesverbandes ist nur der Landesverband in Nordrhein-Westfalen ist noch aktiv.

## Geschichte
Die DDH-M wurde am 8. Juni 2012 in Berlin als Verein gegründet und ist als gemeinnützig im Sinne der Abgabenordnung anerkannt. Gründungsmitglieder waren drei ehemalige Landesverbände des Deutschen Diabetiker Bundes, die Landesverbände Bremen, Nordrhein-Westfalen und Rheinland-Pfalz sowie die Patientensäule von diabetesDE. Zum 1. Juli 2013 ist der Landesverband Nord beigetreten, der die Bundesländer Schleswig-Holstein, Hamburg und Mecklenburg-Vorpommern, abdeckt. Am 23. November 2014 wurde in Leipzig der Landesverband Mitteldeutschland gegründet, der die Bundesländer Sachsen, Sachsen-Anhalt und Thüringen abdeckt.
Die Bundesgeschäftsstelle war in Berlin ansässig. Der Vorstand bestand aus fünf ehrenamtlich tätigen Betroffenen, davon einem Vorstandsvorsitzenden, einer stellvertretenden Vorsitzenden und einem Finanzvorstand.
Der Verein als Bundesorganisation wurde durch Beschluss der Mitgliederversammlung vom 9. Dezember 2023 aufgelöst.

## Landesverbände
Der Verein hatte fünf Landesverbände in neun Bundesländern: den Landesverband Bremen, Mitteldeutschland (Sachsen, Sachsen-Anhalt, Thüringen), Nord (Hamburg, Mecklenburg-Vorpommern, Schleswig-Holstein), Nordrhein-Westfalen und Rheinland-Pfalz.
Aktuell gibt es nur noch den Landesverband in Nordrhein-Westfalen. Andere Landesverbände sind innerhalb des Deutschen Diabetiker-Bundes oder der Deutschen Diabetes Federation zu finden.

## Forderungen
Die DDH-M forderte
- einen nationalen Diabetesplan,
- Stimmrecht für Patienten im Gemeinsamen Bundesausschuss,
- politische Stärkung der Selbsthilfe, insbesondere durch Einbindung der Selbsthilfe in das Gesundheitswesen,
- eine Versorgung nach Wissenschaft und Technik,
- Berücksichtigung der Lebensqualität bei der Entscheidung über die Versorgung.

## Organe des Vereins
DDH-M hatte zwei Organe, die Delegiertenversammlung und den Vorstand.
Die Delegierten setzen sich aus den eigenen Delegierten und den von den Mitgliedsorganisationen gestellten Delegierten zusammen. Delegierte sind darüber hinaus der Vorstand der DDH-M sowie die Landesvorsitzenden. Die Delegiertenversammlung soll einmal jährlich einberufen werden. Die Delegierten werden für jeweils vier Jahre gewählt.
Die Aufgaben bestehen aus der Wahl und Abwahl des Vorstandes, der Kontrolle des Vorstands sowie die Beschlussfassung über Anträge, insbesondere zu Satzungsänderungen.

## Gliederungen
Neben den Einzel- und Familienmitgliedern konnten auch Landesverbände, Selbsthilfegruppen und weitere Organisationen Mitglied in der Organisation DDH-M werden. Ferner gab es Fördermitgliedschaften.
Damals verfügte die DDH-M über fünf Landesverbände, die die Gebiete von neun Bundesländern abdeckten, und zahlreiche Selbsthilfegruppen mit insgesamt ca. 18.000 Mitgliedern.

## Veranstaltungen / Leistungen
DDH-M organisierte seit 2012 den Weltdiabetestag in Berlin. Der Vorstandsvorsitzende ist Mitglied der Jury zur Vergabe des „Thomas-Fuchsberger-Preises“, der jährlich auf der Diabetes Spendengala in Berlin für herausragendes Engagement vergeben wird.
Alle Vollmitglieder und Basismitglieder erhielten umfangreiche Informationen über die Erkrankung und kostenlose Informations-Broschüren. Alle Vollmitglieder der DDH-M erhielten außerdem alle zwei Monate die Mitgliederzeitschrift DDH-M aktuell. Sie erhielten darüber hinaus Unterstützung in Rechts- und Versicherungsfragen bezogen auf die Krankheit Diabetes mellitus und Vergünstigungen wie reduzierten Eintritt zu Veranstaltungen oder beim Bezug des Diabetes-Journals oder des DIABETES-Focus, Rabatte beim Neuwagenkauf sowie den Gesundheitspass-Diabetes. Zudem unterstützte DDH-M Selbsthilfegruppen, die Mitglied im Verband sind.
Der Landesverband Nordrhein-Westfalen bietet das Diabetes Info-Mobil an, das auf Veranstaltungen zum Thema Diabetes informiert und mit Fachpersonal Risikovorsorgen (Gesundheitschecks) durchführt. Das Info-Mobil kann von Interessierten, Apotheken und Unternehmern gemietet werden, auch für die betriebliche Gesundheitsvorsorge. Seit 2013 wird mit dem Diabetes Info-Mobil durch das Projekt "Diabetes-Beratung auf Rädern" eine auf die Bedürfnisse von Migranten zugeschnittene Diabetes-Beratung angeboten.